# Horvát férfi vízilabda-válogatott
A horvát férfi vízilabda-válogatott Horvátország nemzeti csapata, amelyet a Horvát Vízilabda-szövetség (Horvátul: Hrvatski vaterpolski savez) irányít. A válogatott 1991-ben alakult miután Horvátország kivált Jugoszláviából.
Ezüstérmet szereztek az atlantai olimpián. Az Európa-bajnokságokon a hazai rendezésű 2010-est és 2022-est nyerték meg. Háromszoros világbajnokok (2007, 2017, 2024), valamint olimpiai bajnoki címet szereztek a 2012-es londoni olimpián.

## Eredmények

### Olimpiai játékok
- 1992: Nem jutott be
- 1996:  Ezüst
- 2000: 7. hely
- 2004: 10. hely
- 2008: 6. hely
- 2012:  Arany
- 2016:  Ezüst
- 2020: 5. hely
- 2024: kijutott

### Világbajnokság
- 1994: 4. hely
- 1998: 9. hely
- 2001: 8. hely
- 2003: 9. hely
- 2005: 4. hely
- 2007: Aranyérmes
- 2009: Bronzérmes
- 2011: Bronzérmes
- 2013: Bronzérmes
- 2015: Ezüstérmes
- 2017: Aranyérmes
- 2019: Bronzérmes
- 2022: 4. hely
- 2023: 9. hely
- 2024: Aranyérmes
- 2025: 5. hely

A 2007-es melbournei világbajnokságon aranyérmet szerzett csapat tagjai: 
- Frano Vićan, Damir Burić, Andro Bušlje, Zdeslav Vrdoljak, Aljoša Kunac, Maro Joković, Mile Smodlaka, Teo Đogaš, Pavo Marković, Samir Barač, Igor Hinić, and Miho Bošković. Szövetségi kapitány: Ratko Rudić.

### Világliga
| Év   | Helyezés   | Év   | Helyezés     | Év   | Helyezés     |
| ---- | ---------- | ---- | ------------ | ---- | ------------ |
| 2002 | 7. hely    | 2007 | Selejtezőkör | 2012 | Aranyérmes   |
| 2003 | Nem indult | 2008 | Selejtezőkör | 2013 | Selejtezőkör |
| 2004 | Nem indult | 2009 | Ezüstérmes   | 2014 | Selejtezőkör |
| 2005 | 4. hely    | 2010 | Bronzérmes   |      |              |
| 2006 | Elődöntő   | 2011 | Bronzérmes   |      |              |

### Világkupa
- 1991: Nem vett részt
- 1993: Nem vett részt
- 1995: 8. hely
- 1997: 8. hely
- 1999: Nem vett részt
- 2002: 8. hely
- 2006: 4. hely
- 2010: Ezüstérmes

### Európa-bajnokság
- 1993: 5. hely
- 1995: 4. hely
- 1997: 4. hely
- 1999:  Ezüst
- 2001: 4. hely
- 2003:  Ezüst
- 2006: 7. hely
- 2008: 4. hely
- 2010:  Arany
- 2012: 9. hely
- 2014: 5. hely
- 2016: 7. hely
- 2018:  Bronz
- 2020: 4. hely
- 2022:  Arany